# Sunbury (Ohio)
Sunbury és una població dels Estats Units a l'estat d'Ohio. Segons el cens del 2000 tenia 2.630 habitants.

## Demografia
Segons el cens del 2000, Sunbury tenia 2.630 habitants, 1.016 habitatges, i 771 famílies. La densitat de població era de 399,8 habitants/km².
Dels 1.016 habitatges en un 37,1% hi vivien nens de menys de 18 anys, en un 57,7% hi vivien parelles casades, en un 14,2% dones solteres, i en un 24,1% no eren unitats familiars. En el 20,8% dels habitatges hi vivien persones soles el 9,9% de les quals corresponia a persones de 65 anys o més que vivien soles. El nombre mitjà de persones vivint en cada habitatge era de 2,56 i el nombre mitjà de persones que vivien en cada família era de 2,98.
Per edats la població es repartia de la següent manera: un 26,6% tenia menys de 18 anys, un 7,2% entre 18 i 24, un 30,8% entre 25 i 44, un 22,3% de 45 a 60 i un 13,1% 65 anys o més.
L'edat mediana era de 36 anys. Per cada 100 dones de 18 o més anys hi havia 87,1 homes.
La renda mediana per habitatge era de 46.477 $ i la renda mediana per família de 50.750 $. Els homes tenien una renda mediana de 38.281 $ mentre que les dones 28.210 $. La renda per capita de la població era de 18.861 $. Aproximadament el 4,1% de les famílies i el 4,7% de la població estaven per davall del llindar de pobresa.

## Poblacions més properes
El següent diagrama mostra les poblacions més properes.